# 尚皮涅
尚皮涅（法語：Champigné，法語發音：[ʃɑ̃piɲe] ⓘ）是法国曼恩-卢瓦尔省的一个旧市镇，属于瑟格雷区。2016年12月15日，尚皮涅和相邻的其它6个市镇合并为新市镇莱欧当茹（Les Hauts d'Anjou），尚皮涅为政府驻地。

## 地理
尚皮涅（47°39'51"N, 0°34'20"W）面积22.7 平方千米，位于法国卢瓦尔河地区大区曼恩-卢瓦尔省，该省份为法国西部内陆省份，大致对应安茹地区，北起顺时针与马耶讷省、萨尔特省、安德尔-卢瓦尔省、维埃纳省、德塞夫勒省、旺代省、大西洋卢瓦尔省和伊勒-维莱讷省接壤。
与尚皮涅接壤的市镇（或旧市镇、城区）包括：谢夫、谢雷、埃屈耶、瑞瓦尔代伊、马里涅、凯雷、索当茹。

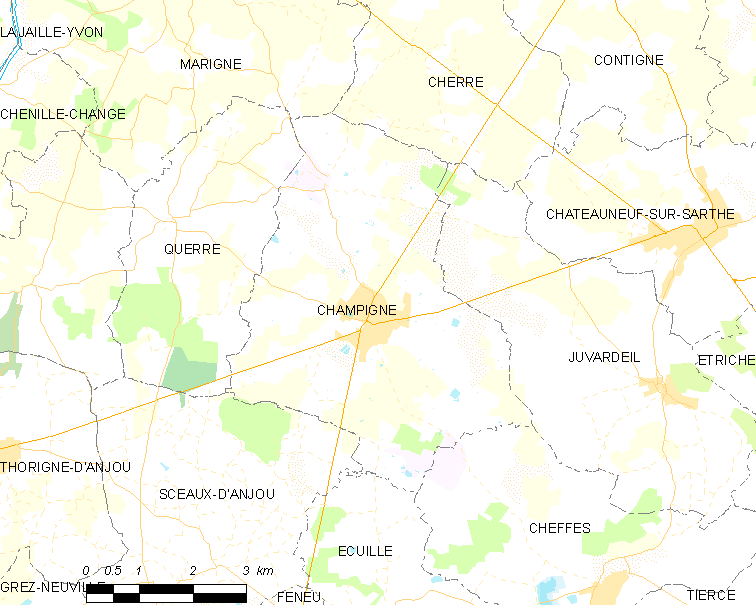
尚皮涅的OSM定位图

尚皮涅的时区为UTC+01:00、UTC+02:00（夏令时）。

## 行政
尚皮涅的邮政编码为49330，INSEE市镇编码为49065。

## 政治
尚皮涅所属的省级选区为蒂耶尔塞县。

## 人口

1962-2008年间尚皮涅人口变化图示

尚皮涅于2018年1月1日时的人口数量为2193人。